# エステル (ヘンデル)

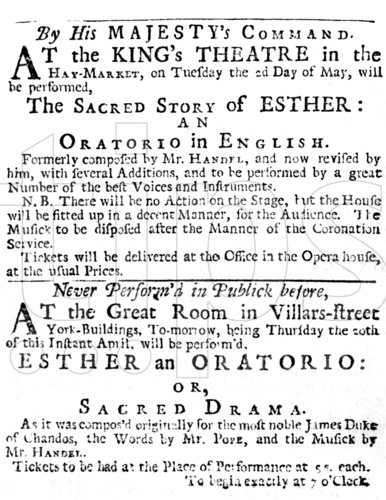
1732年5月2日の『エステル』初演時のプログラム

『エステル』（Esther、エスターとも）HWV 50は、ゲオルク・フリードリヒ・ヘンデルが1732年に作曲したオラトリオ。ヘンデルが書いた最初の英語のオラトリオである。1718年ごろに書かれた同名の仮面劇がもとになっている。
旧約聖書のエステル記にもとづく。

## 仮面劇『エステル』
『エステル』HWV 50aは1幕6場からなる仮面劇で、『エイシスとガラテア』と同様、シャンドス公爵の宮廷作曲家として仕えていた1718年ごろに作曲され、私的に上演されたらしい。クリュザンダーはこの曲を『ハマンとモルデカイ』と題している。1732年に出版されたリブレットやチャールズ・バーニーは1720年の作曲としているが、疑わしい。
『ブロッケス受難曲』の音楽が多数使われ、6つの場はいずれも合唱によって終了する。ユダヤ人たちの力強い合唱は後のヘンデルの新基軸を予想させる。

## 『エステル』1732年版
1732年2月23日、ヘンデル47歳の誕生日に、バーナード・ゲイツ(en)という歌手が仮面劇『エステル』をはじめて公開上演した。同作品は3月1日と3月3日にも再演された。
アン王女はこの作品に完全な演技をつけて劇場で演奏するように望んだ。しかし当時の教会は聖書の物語を劇場で演ずることを非難しており、バーニーによると、ロンドン司教エドムンド・ギブスンが上演を禁止したという。
ヘンデルは12曲を新たに追加し、3幕11場からなる新しい版を作ったが（HWV 50b）、演技のない演奏会形式のオラトリオとして5月2日にヘイマーケット国王劇場で初演した。この版は6回上演され、大いに成功した。
追加された12曲の多くは旧作の再利用であり、『復活』、『アン女王の誕生日のための頌歌』、『司祭ザドク』、『ブロッケス受難曲』から曲を借用している。
管弦楽は大規模で、オーボエ、トランペット、ホルン、ハープ、弦、通奏低音を含んでいた。
『エステル』はヘンデルの生前何度も再演されている。晩年、視力を失ったヘンデルは1757年の再演用に合唱曲を追加し、助手のジョン・スミスに口述筆記させている。

## 登場人物

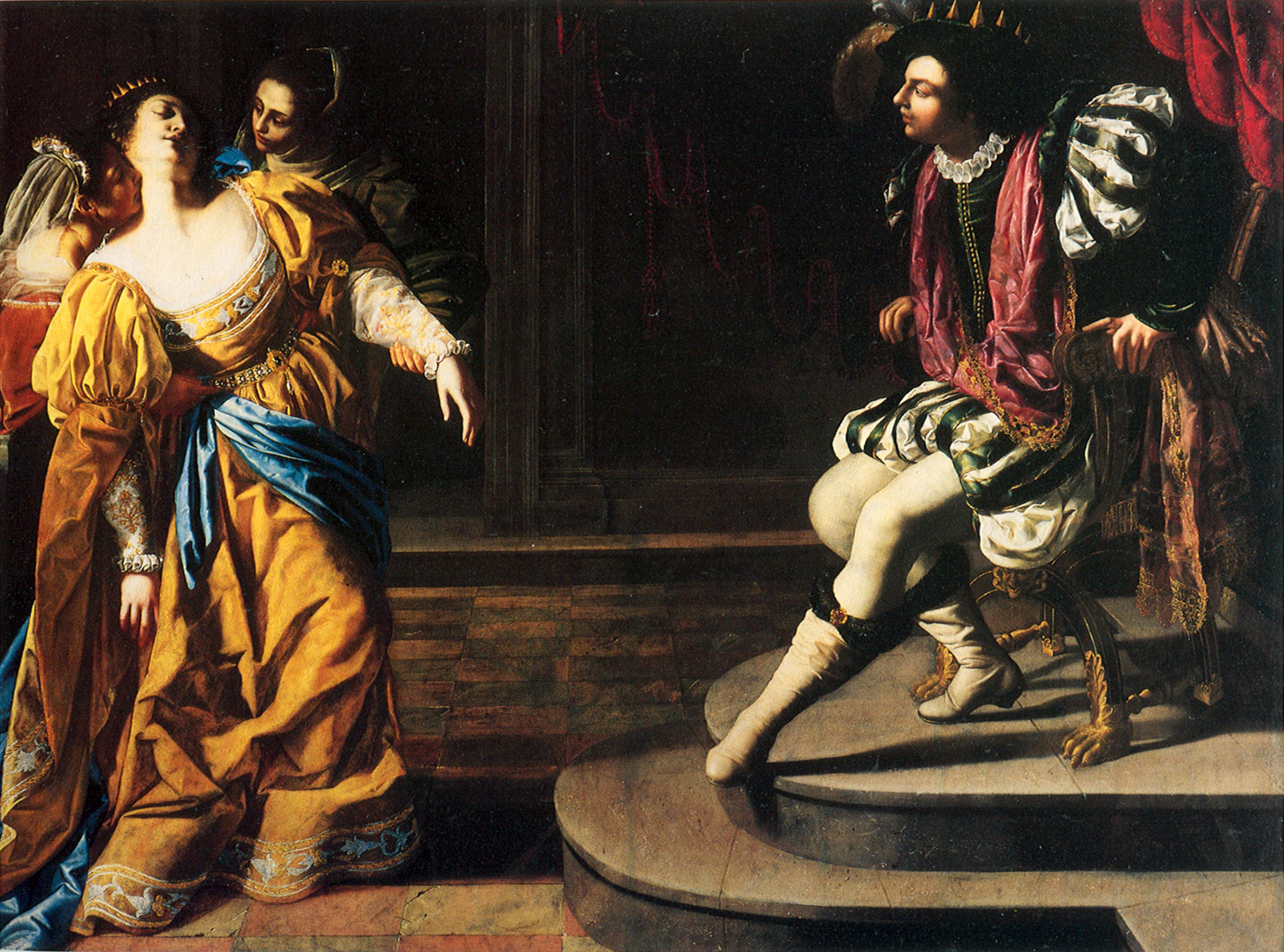
王の前で気絶するエステル。アルテミジア・ジェンティレスキ画

1732年版の登場人物は以下の通りであった。アハシュエロスはカストラートのセネジーノ、エステルはアンナ・マリア・ストラーダ、モルデカイはフランチェスカ・ベルトッリ、ハマンはアントニオ・モンタニャーナのようにイタリア人歌手がつとめたが、イギリス人の歌手も加えて上演された。
- アハシュエロス：アルト・カストラート - ペルシア王。
- エステル：ソプラノ - ユダヤ人女性で、アハシュエロスの妃。
- モルデカイ：アルト - エステルの養父。
- ハマン：バス - ペルシアの大臣。
- イスラエル人女性たち：ソプラノ、アルト
- イスラエル人僧侶：テノール
- ハブドナ：テノール
- ペルシアの役人：テノール

## あらすじ

### 第1幕
ペルシア王妃となったエステルはアレルヤを歌う。モルデカイはユダヤ人が虜囚の身から解放される希望を歌う。
ペルシアの大臣ハマンは、国内のユダヤ人を皆殺しにする勅令を伝える。喜んでいたイスラエル人はその知らせを嘆く。

### 第2幕
モルデカイは勅令をエステルに伝え、王に会って慈悲を請うように求める。法律では召されていないのに王に会いにいく者は死を賜わることになっていたが、それでもエステルは王のもとを訪れる。
エステルは王の顔を見ると気絶する。王はエステルを助け起こし、黄金の笏によってエステルが死から免れることを示す。エステルは王とハマンを自宅に招く。イスラエル人たちはエステルに希望を託す。

### 第3幕
王はエステルに、王国の半分をも求めるならば与えようという。エステルはモルデカイがかつて王の命を助けたことを思いださせ、ユダヤ人を抹殺する勅令がモルデカイを恨むハマンによって仕組まれたものであることを暴露する。
ハマンはエステルに慈悲を求めるが、エステルは拒絶する。王はハマンに死刑を宣告し、モルデカイを顕彰する。イスラエル人の喜びの合唱で幕を閉じる。